# Mswati I de Suazilandia
Mswati I de Suazilandia fue un rey de los suazis, líder de las tribus amangwane. Nació en 1460 y murió en 1520.
En el siglo XVI, marchó con los amangwane, de etnia bantú, desde la región entre Natal y Mozambique y se instaló en las tierras de la región de Maputo separándose de la tribu de su hermano de sangre Mtonga, rey de los Thonga. Desde este momento los dos reinos tomaron caminos separados. Este territorio tomó desde entonces el nombre de su Rey.
| Predecesor: Dlamini I | Rey de Suazilandia 1480-1520 | Sucesor: Ngwane II |

- Datos: Q3327292